# مديريات فرنسا

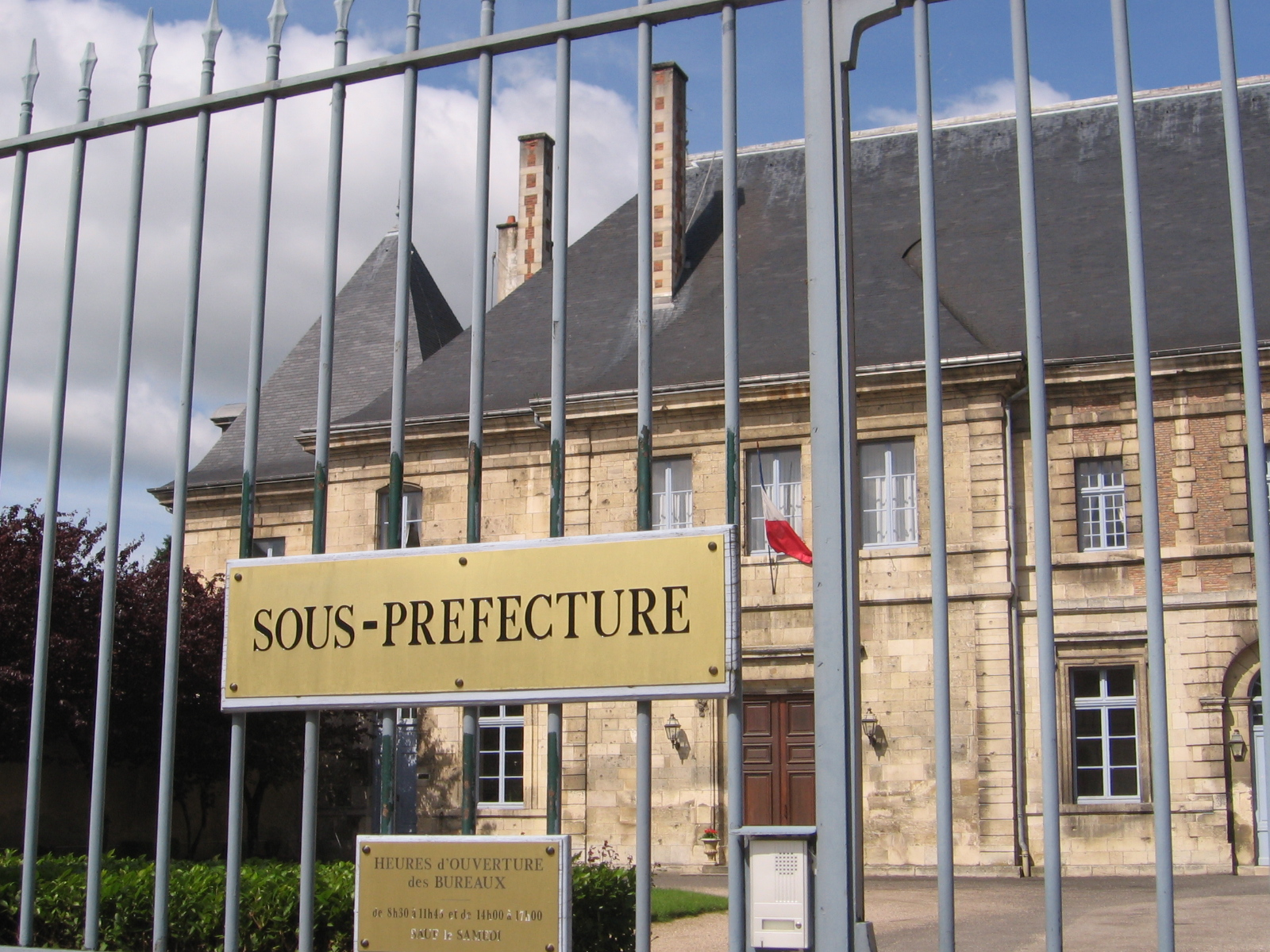
مديرية في فردان ، ميوز

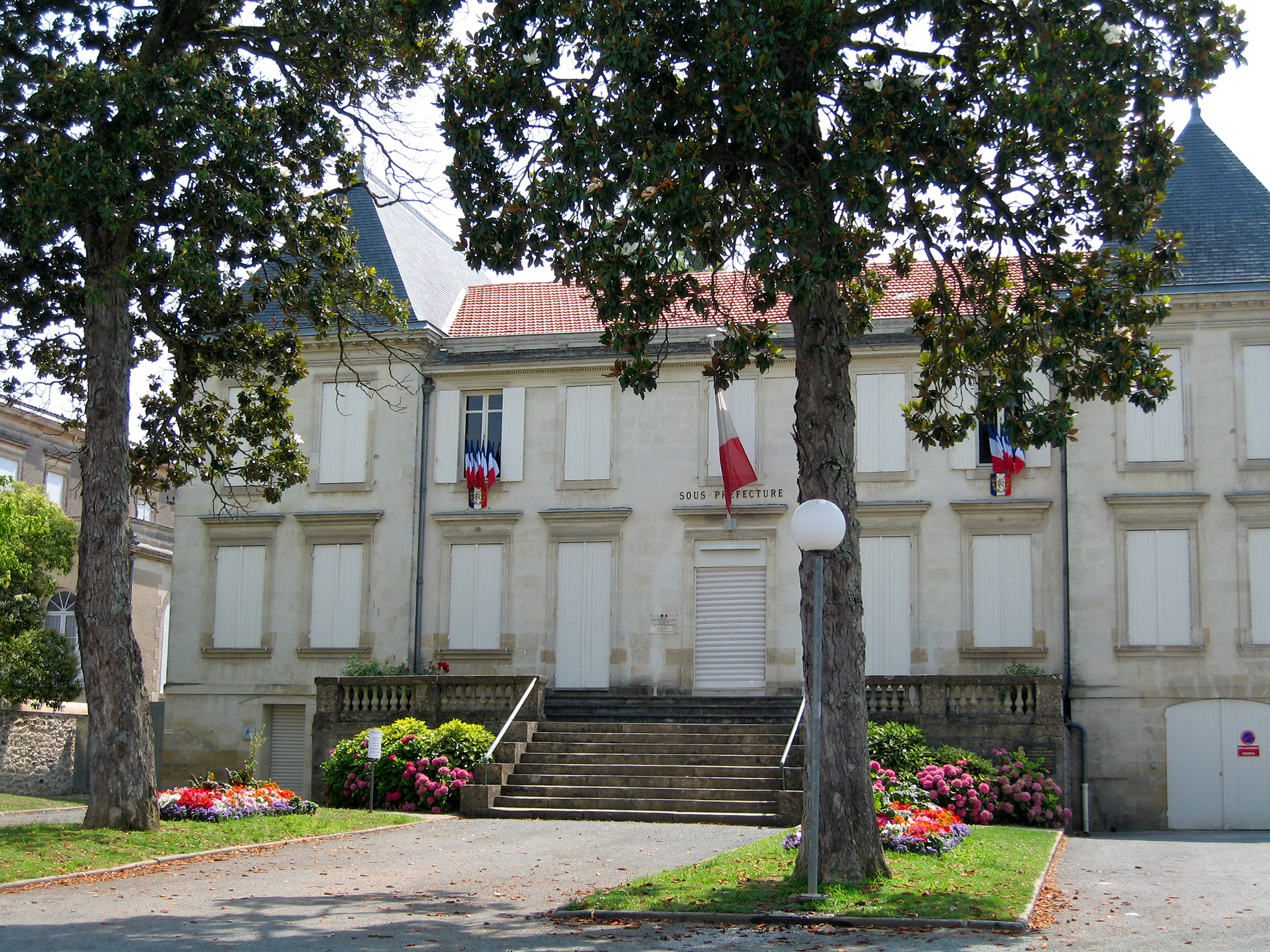
مديرية في لانجون ، جيروند

مديريات فرنسا (بالفرنسية: sous-préfecture)‏ هي مركز إداري للدائرة الإداراية التي لاتضم محافظة في الإقليم. ينطبق المصطلح أيضًا على المبنى الذي يضم المقر الإداري.
نائب المحافظ هو الموظف المدني المسؤول عن المديرية، يساعده سكرتير عام. بين مايو 1982 وفبراير 1988 كان يُطلق على نواب المحافظين لقب مفوض مساعد للجمهورية.
عندما تدار دائرة إدارية من المحافظة، يقوم السكرتير العام للمحافظ بواجبات مساوية لما يقوم به نائب المحافظ.
الدوائر البلدية في باريس وليون ومرسيليا هي أقسام المدينة (أو البلدية) وليس المحافظة، وبالتالي فهي ليست مقاطعات كما هو معروف.